# Bufo cataulaciceps
Bufo cataulaciceps là một loài cóc thuộc họ Bufonidae. Đây là loài đặc hữu của Cuba. Môi trường sống tự nhiên của chúng là xavan khô, đồng cỏ nhiệt đới hoặc cận nhiệt đới vùng ngập nước hoặc lụt theo mùa, đầm nước ngọt, đầm nước ngọt có nước theo mùa, đất canh tác, và đất nông nghiệp có lụt theo mùa. Chúng hiện đang bị đe dọa vì mất nơi sống.